# Life Electric

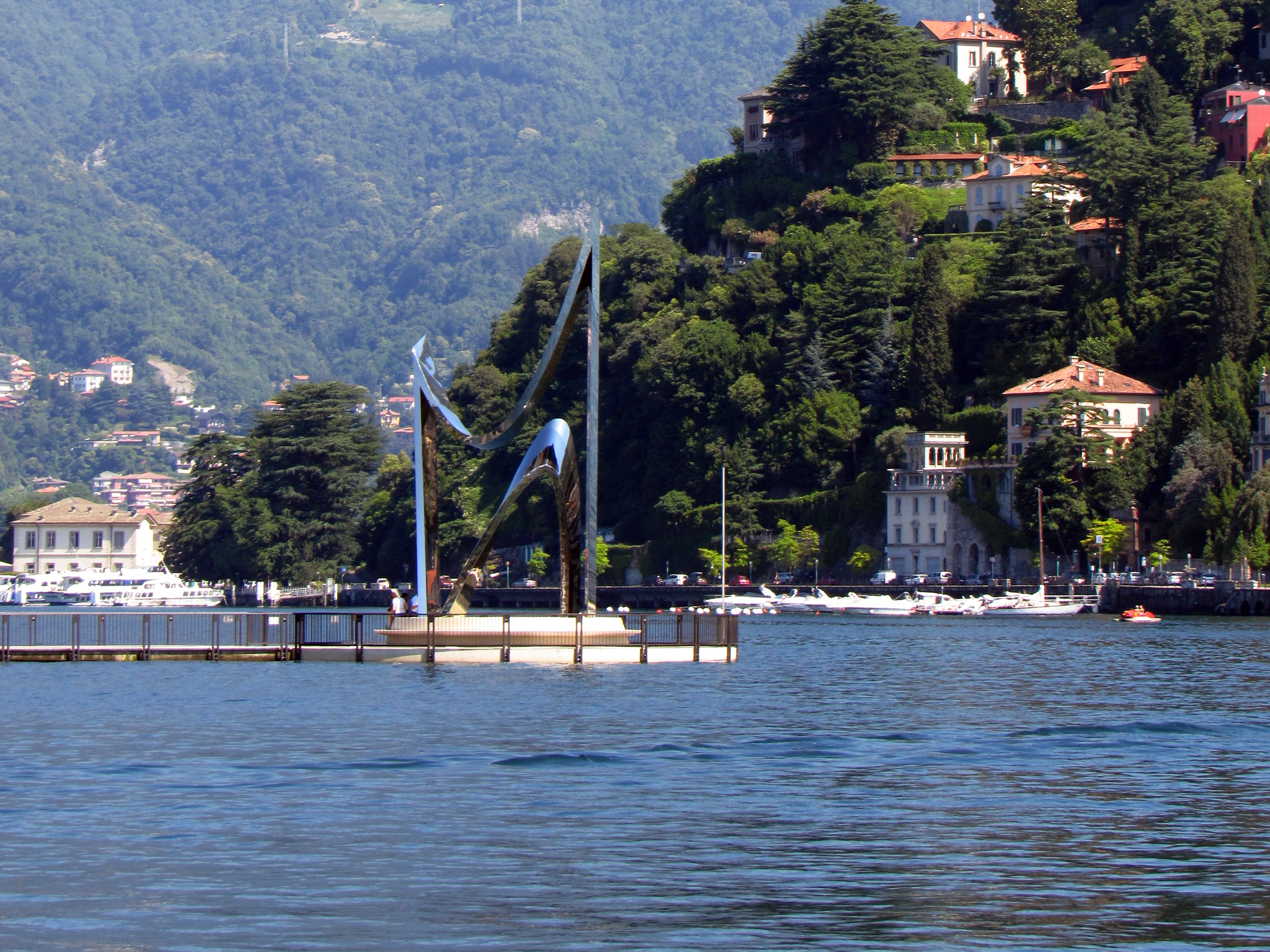
Vue de face de Life Electric

 (septembre 2022).
La mise en forme du texte ne suit pas les recommandations de Wikipédia : il faut le « wikifier ».
Les points d'amélioration suivants sont les cas les plus fréquents. Le détail des points à revoir est peut-être précisé sur la page de discussion.
- Les titres sont pré-formatés par le logiciel. Ils ne sont ni en capitales, ni en gras.
- Le texte ne doit pas être écrit en capitales (les noms de famille non plus), ni en gras, ni en italique, ni en « petit »…
- Le gras n'est utilisé que pour surligner le titre de l'article dans l'introduction, une seule fois.
- L'italique est rarement utilisé : mots en langue étrangère, titres d'œuvres, noms de bateaux, etc.
- Les citations ne sont pas en italique mais en corps de texte normal. Elles sont entourées par des guillemets français : « et ».
- Les listes à puces sont à éviter, des paragraphes rédigés étant largement préférés. Les tableaux sont à réserver à la présentation de données structurées (résultats, etc.).
- Les appels de note de bas de page (petits chiffres en exposant, introduits par l'outil «  Source ») sont à placer entre la fin de phrase et le point final[comme ça].
- Les liens internes (vers d'autres articles de Wikipédia) sont à choisir avec parcimonie. Créez des liens vers des articles approfondissant le sujet. Les termes génériques sans rapport avec le sujet sont à éviter, ainsi que les répétitions de liens vers un même terme.
- Les liens externes sont à placer uniquement dans une section « Liens externes », à la fin de l'article. Ces liens sont à choisir avec parcimonie suivant les règles définies. Si un lien sert de source à l'article, son insertion dans le texte est à faire par les notes de bas de page.
- La présentation des références doit suivre les conventions bibliographiques. Il est recommandé d'utiliser les modèles {{Ouvrage}}, {{Chapitre}}, {{Article}}, {{Lien web}} et/ou {{Bibliographie}}. Le mode d'édition visuel peut mettre en forme automatiquement les références.
- Insérer une infobox (cadre d'informations à droite) n'est pas obligatoire pour parachever la mise en page.

Pour une aide détaillée, merci de consulter Aide:Wikification.
Si vous pensez que ces points ont été résolus, vous pouvez retirer ce bandeau et améliorer la mise en forme d'un autre article.
 (septembre 2022).
Life Electric  (également connue sous le nom de The Life Electric) est une sculpture contemporaine, dédiée au physicien Alessandro Volta (1745–1827). Achevée en 2015, elle est située à Côme en Italie. Life Electric a été conçue par Daniel Libeskind, et était un cadeau à Côme, la ville où l'architecte a ouvert une école d'architecture estivale, en 1988. La sculpture a été commandée par l'association à but non lucratif "Gli amici di Como" (les amis de Côme). La conception de la fontaine illustre l'évolution de l'architecture moderne débutée dans les années 1920, et qui voit aujourd'hui l'émergence du rationalisme. La création de Libeskind a perpétué la tradition de l'art contemporain à Côme et a rehaussé sa notoriété.

## Histoire
La construction de Life Electric a débuté en septembre 2014, avec un coût estimé à 599 926,07 €. Le projet, passé entre les mains de l'architecte et ingénieur Antonio Gianmarco Martorana Capsoni, et validé par la société "Mercury Engineering" SpA, a été intégralement cédé à la commune par Libeskind Design et Daniel Libeskind. Les travaux de construction qui ont contribué à améliorer la résistance de la jetée au bout de laquelle se trouve la statue, et la construction de la statue elle-même, ont été financé par l'association Gli Amici Di Como. Il était initialement prévu d'achever le projet avant le 1er mai 2015, pour l'inauguration de l'Exposition universelle de 2015, mais le projet a finalement été achevé en août 2015, avec 119 jours de retard. Il y avait eu dix-neuf jours de retard dû au mauvais temps, et vingt-cinq jours pour une pause estivale en août. L'inauguration a eu lieu le 2 octobre 2015, en présence du maire de Côme, de Daniel Libeskind avec sa famille et de Luigi Martino Volta, un descendant d'Alessandro Volta, ainsi que de Nastassja Kinski. L'événement s'est déroulé au Yacht Club de Côme avec un buffet, un toast et la présentation d'une nouvelle saveur de glace, nommée Life Electric, créée par un glacier artisanal local. La cérémonie s'est ensuite déroulée au hangar de l'Aereo Club de Côme.

## Emplacement
La sculpture est située tout au bout de la jetée de Diga Foranea Piero Caldirola, qui a été consolidée afin d'accueillir l'œuvre. La jetée est accessible aux visiteurs depuis le Lungolago Mafalda di Savoia, qui se termine par le Temple de Volta. L'intention du projet était que la sculpture s'inscrive dans la continuité du lieu. L'emplacement a été choisi pour donner une plus grande visibilité à la sculpture et pour célébrer à la fois Volta et le scientifique Piero Caldirola, dont la jetée porte le nom 

## Structure
La sculpture mesure 13,75 mètres de haut (14,25 en comptant le socle). Elle a l'apparence de deux projections sinusoïdales opposées. À sa base se trouve un mur de confinement circulaire en pierres de 75 cm de haut, contenant une étendue d'eau dans laquelle se reflète la sculpture. Le bassin d'eau est profond de 10 cm, et son fond est orné d'un motif quadrillé. La base a été modifiée pour permettre aux gens de s'asseoir sous la sculpture et de regarder les environs d'un point de vue central. La sculpture a un poids total de plus 12 tonnes. Ne pouvant pas être transportée par voie terrestre en raison de sa taille, elle a donc été transportée à travers le lac par bateau et installée au bout de la jetée avec une grue spéciale.
La base originale n'aurait pas pu supporter le poids et les dimensions de la sculpture, elle a donc été préalablement renforcée. Ces travaux de renforcement ont eu lieu en février 2015. Des échafaudages construits par des plongeurs à une profondeur de 3 mètres dans le lac ont été nécessaires.

## Design

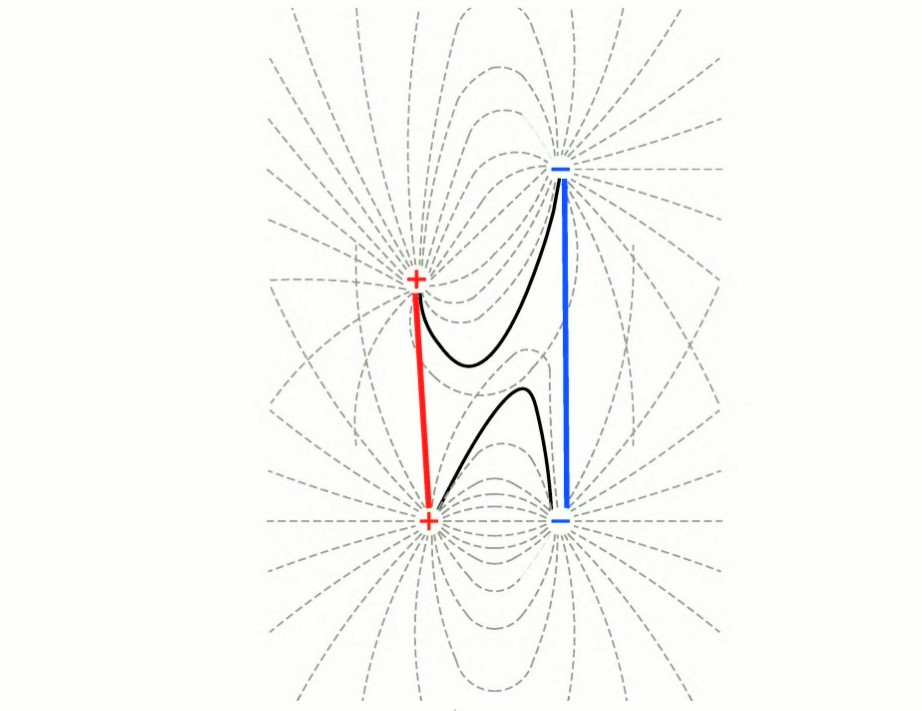
Design – Life Electric

Life Electric s'inspire de la tension électrique présente entre les deux pôles d'une pile. Il crée un troisième pôle idéaliste, situé entre le Faro Voltiano et le Temple de Volta, tous deux attribués à l'inventeur de la pile électrique, Alessandro Volta. Le design de la sculpture suggère des liens entre trois des cinq éléments naturels : la lumière, le vent et l'eau. L'œuvre de Libeskind vise à créer des géométries qui relient le ciel, le lac et les montagnes, des éléments caractéristiques du paysage de Côme. L'interaction entre ces trois éléments est censée produire une puissance géométrique monumentale, comme une métaphore de la puissance électrique de Volta.
La structure est en acier calandré, revêtu de panneaux en acier de 316,6 mm d'épaisseur. Elle est éclairée par un système étanche à LED avec des générateurs de fumée (avec plus de 300 points de sortie) et a été conçu pour créer des jeux de lumières pendant la nuit, tandis que de jour, l'acier utilisé pour le revêtement reflète Côme et son environnement naturel.

## Controverses
Le 22 octobre 2014, le parti politique Adesso Como (Côme Maintenant) a lancé une pétition s'opposant à l'érection de la sculpture. Le 28 décembre, elle avait recueilli 4 478 signatures, dépassant de 278 le montant minimum requis pour lancer un référendum contre la construction de la sculpture, considérée par certains architectes et citoyens comme ayant un impact négatif sur le paysage lacustre. Le 5 août 2015, le journal local La Provincia annonçait l'impossibilité de procéder au référendum car la construction était à un stade trop avancé, et le coût du référendum aurait été trop cher (180 559 €).

## Images

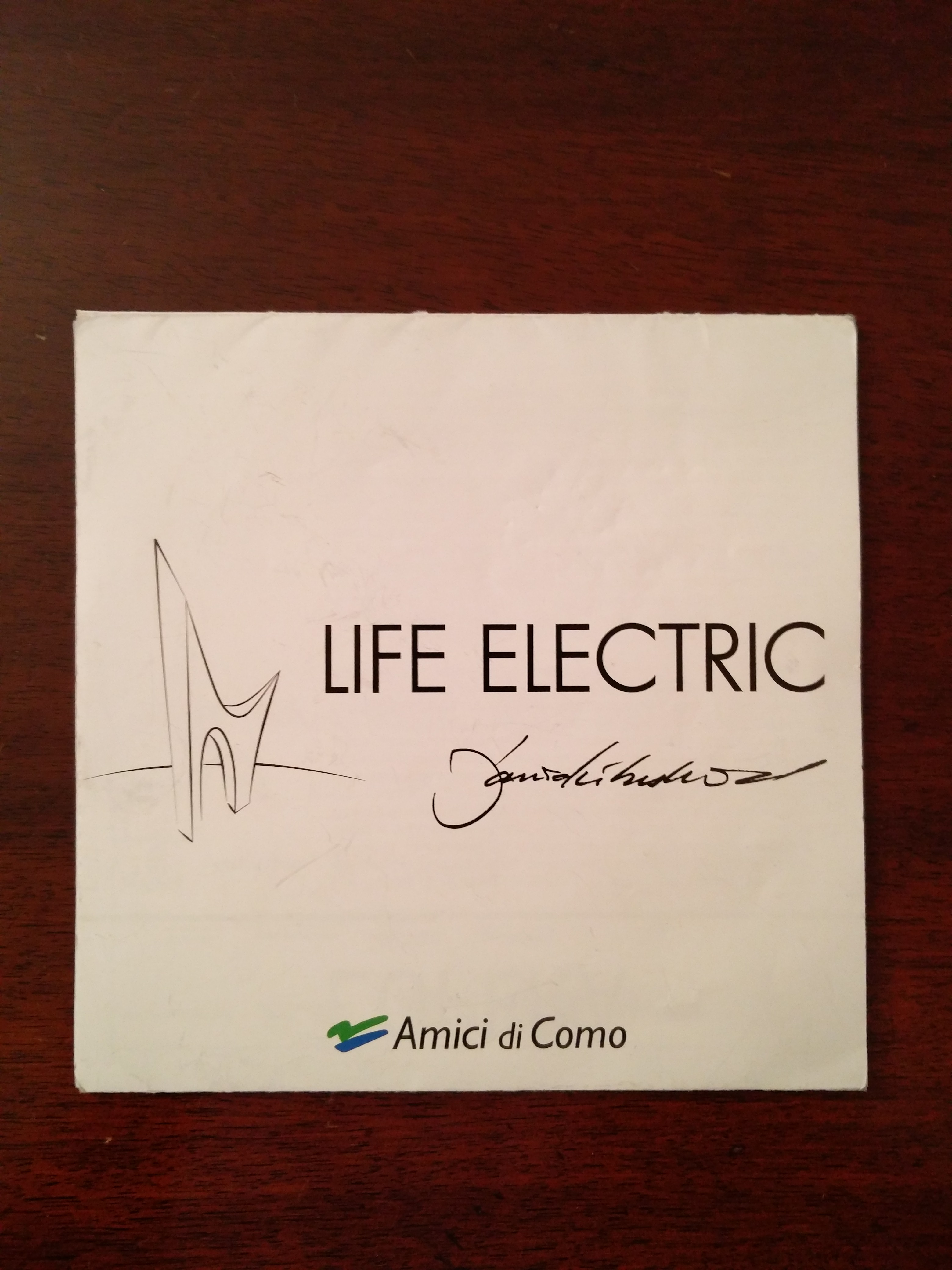
Dépliant d'inauguration - Recto
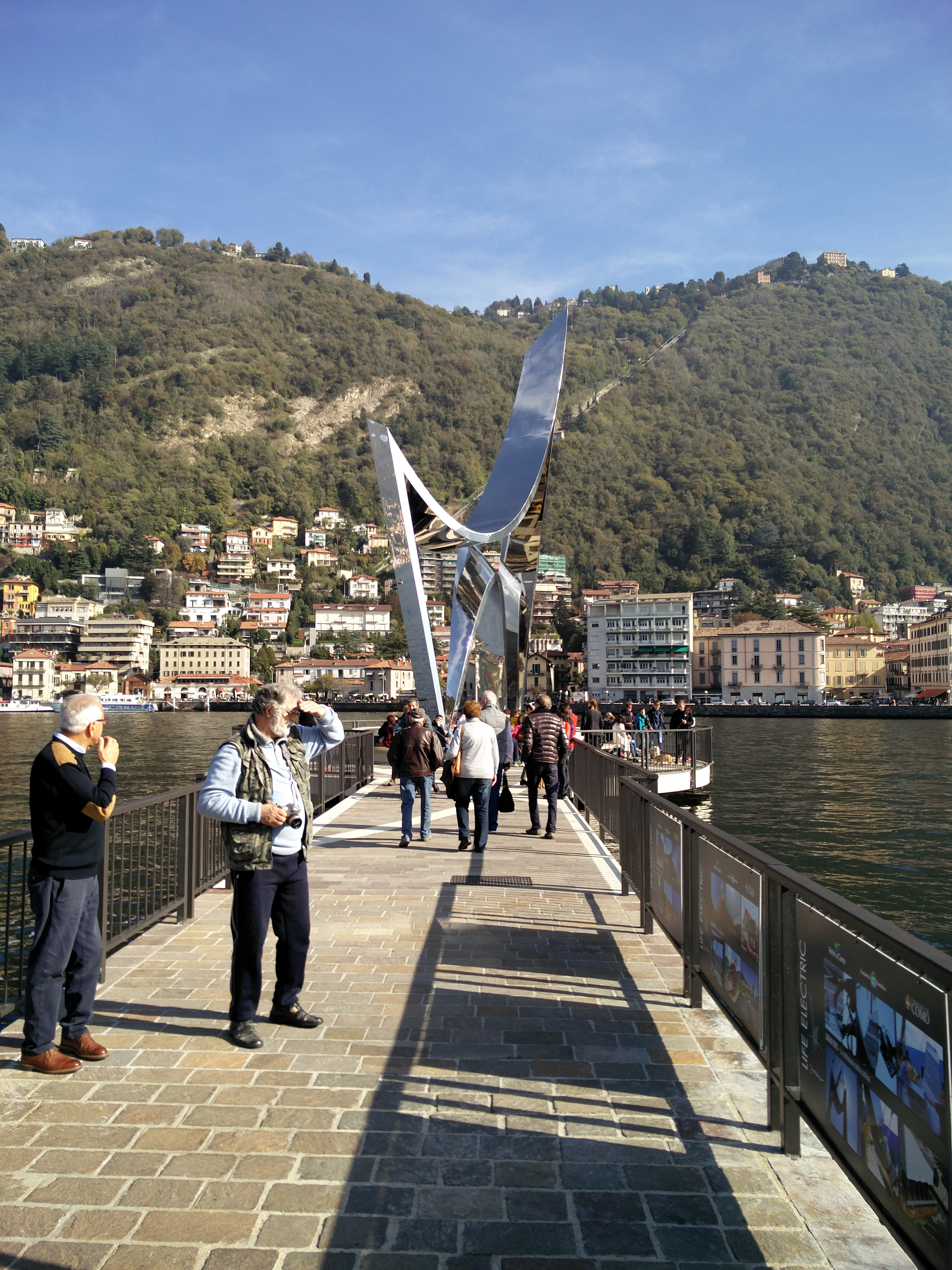
Vue depuis la digue
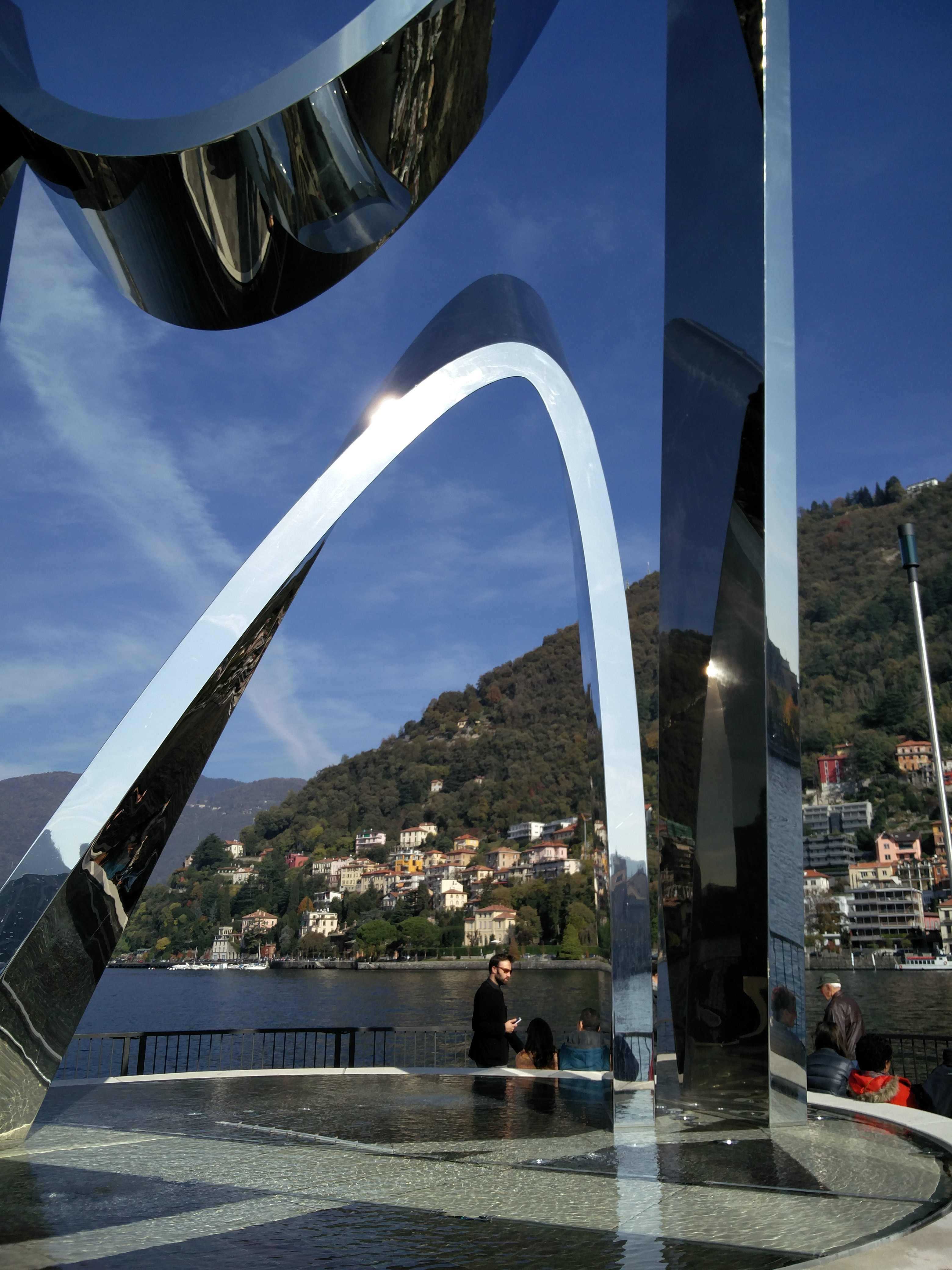
Vue de premier plan